# Krzysztof Marczewski (ekonomista)
Krzysztof Marczewski (ur. 1950) – polski ekonomista, specjalizujący się w polityce gospodarczej, ekonomii międzynarodowej oraz ekonometrii; profesor Szkoły Głównej Handlowej w Warszawie.
W latach 1990–1991 oraz 1993–2007 wicedyrektor Instytutu Koniunktur i Cen Handlu Zagranicznego w Warszawie. W latach 1992–1993 wiceprezes Głównego Urzędu Statystycznego. W latach 2006–2013 pełnił funkcję kierownika Katedry Polityki Gospodarczej w SGH.
W 2022 otrzymał Medal Komisji Edukacji Narodowej.